# Keşan
Keşan (bulgarisch Кешан, griechisch Κεσσάνη, in byzantinischer Zeit Kissos) ist eine Kreisstadt in der türkischen Provinz Edirne. Sie liegt unweit der griechisch-türkischen Grenze in Thrakien, an der Kreuzung der Fernstraßen Edirne-Gelibolu (Europastraße 87, türkische Straße D 550) und Istanbul-Alexandroupoli (Europastraße 84, türkische Straße D 110).
Keşan liegt etwa 95 km südlich von Edirne und beherbergt über drei Viertel (2020: 76,70 %) der Landkreisbevölkerung.

## Landkreis
Der Landkreis ist mit einer Fläche von 1098 km² der zweitgrößte der Provinz und ist mit 83.399 Einwohnern auch auf dem 2. Platz der bevölkerungsreichsten Landkreise. Er liegt im Südosten der Provinz und grenzt im Westen an den Kreis Enez, im Nordwesten an den Kreis İpsala und im Norden an den Kreis Uzunköprü. Im Osten bilden die Provinzen Tekirdağ (nördlicher) und Çanakkale (südlicher) die Grenze.
Die Bevölkerungsdichte des Kreises Keşan liegt mit 76 Einwohnern je Quadratkilometer über dem Provinzdurchschnitt von 66 Einwohnern je Quadratkilometer und ist die zweithöchste.

Die östliche Seite von Keşan, Richtung Malkara und Şarköy, ist durch eine hügelige und raue Landschaft geprägt, während sich im Bereich der Meriç-Flussebene (griechisch Evros) kilometerlange Reisfelder erstrecken.
Verwaltungstechnisch gliedert sich der Landkreis in die Kreisstadt und zwei weitere Gemeinden (Belediye): Beğendik mit 3135 und Yenimuhacir 2030 Einwohnern. 45 Dörfer (Köy) mit durchschnittlich 317 Bewohnern je Dorf vervollständigen den Kreis. Das größte Dorf ist Türkmen mit 994 Einwohnern.

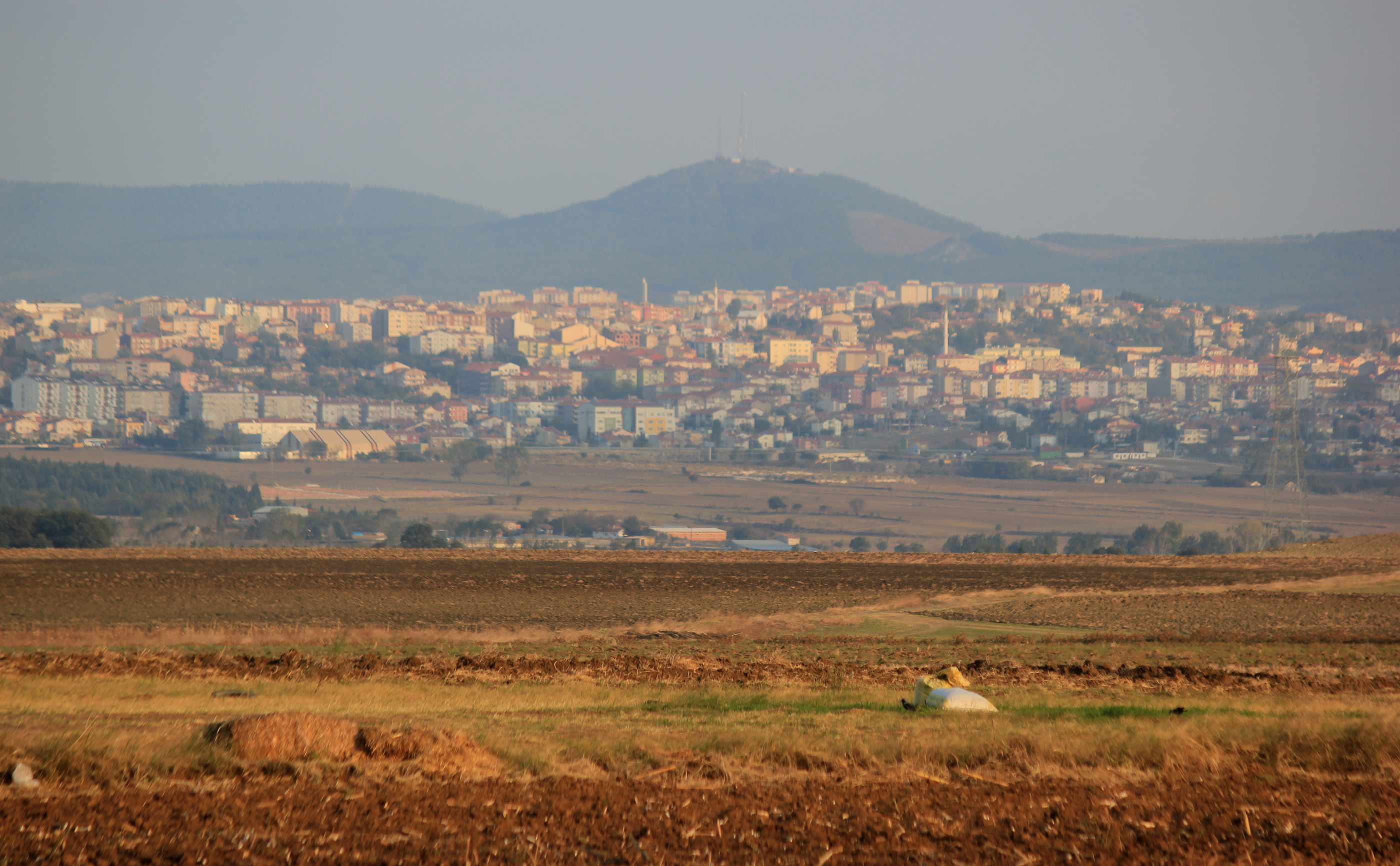
Stadtansicht von Westen

## Historische Orte und Sehenswürdigkeiten der Gegend
- Ainos, das heutige Enez, eine antike Stadt am Meriç-Flussdelta.
- Lysimacheia, antike Stadt, 309 v. Chr. gegründet von Lysimachos nahe der thrakischen Halbinsel Chersonesos.
- In der Nähe des Dorfes Kayak fand die Schlacht bei Lysimachaia statt, Sieg des Antigonos II. Gonatas über die keltischen Galater.
- Kypasis (Cypasis), eine Ruinenstätte in der Nähe.
- Şarköy, lokaler türkischer Urlaubsort am Marmarameer.
- Strände an der Bucht von Saros.